# ریکا آداچی
ریکا آداچی (انگلیسی: Rika Adachi؛ زادهٔ ۱۶ اکتبر ۱۹۹۲) بازیگر اهل ژاپن است.